# Metanimina
Metanimina é a mais simples das iminas, de fórmula química CNH3, ou (CH2)=(NH), indicando a ligação dupla entre o carbono e o nitrogênio.
Este composto foi encontrado no espaço interestelar e em outras galáxias, através da espectroscopia.